# Március 18.
Március 18. az év 77. (szökőévben 78.) napja a Gergely-naptár szerint. Az évből még 288 nap van hátra.
Névnapok: Sándor, Ede + Alexa, Alexander, Alexandra, Cirill, Ében, Eduárd, Edvárd, Edvarda, Kirill, Nárcisz, Narcissza, Narcisszusz, Szalvátor, Szandra, Szibill, Szibilla

## Események

### Politikai események
- 1571 – A johanniták birtokba veszik Valletta városát Máltán
- 1848 - Berlinben a tüntetők barikádokat emelnek.
- 1871 – Kikiáltják a Párizsi kommünt.
- 1962 – A francia-algériai tárgyalások eredményeképpen aláírják az éviani egyezményt.
- 1990 – Az első szabad választások az NDK-ban.
- 1994 – Megalakul a Bosznia-hercegovinai Föderáció.
- 2008 – Japán és Kanada elismeri a független Koszovót.
- 2012 – Joachim Gauck evangélikus lelkészt, keletnémet polgárjogi harcost, a volt NDK állambiztonsági iratait kezelő hivatal első vezetőjét választják Németország 11. szövetségi elnökévé.[1]
- 2017 – Frank-Walter Steinmeier váltja a német államfői hivatalból távozó Joachim Gauckot.[2]

### Tudományos és gazdasági események
- 1965 – Az első űrséta: a szovjet Voszhod–2 űrhajósa, Alekszej Leonov, 12 percet tölt kint az űrben.
- 2022 – Átadták az 1915 Çanakkale hidat Törökországban a Dardanellák fölött.

A 2,5 milliárd euróból (körülbelül 940 milliárd forint) épült függőhíd világrekordot is döntött, hiszen a két hídfő közötti távolsága meghaladja a 2 kilométert, aminél jelenleg nincs hosszabb a világon.

### Kulturális események
- 2005 – A Wikimedia Foundation bejelenti az 500 000. angol nyelvű szócikk elkészülését.

### Sportesemények
- 1900 – Megalapítják az AFC Ajax labdarúgó csapatát.

Formula–1
- 2001 –  maláj nagydíj, Sepang – Győztes: Michael Schumacher  (Ferrari)
- 2007 –  ausztrál nagydíj, Melbourne – Győztes: Kimi Räikkönen  (Ferrari)
- 2012 –  ausztrál nagydíj, Melbourne – Győztes: Jenson Button  (McLaren-Mercedes)

### Egyéb események
- 1944 – A Vezúv explozív (0-3-4) kitörése.

## Születések
- 1578 – Adam Elsheimer német festő, a korai barokk festészet sajátos képviselője († 1620)
- 1748 – Kiss József vízépítő mérnök, hadmérnök († 1813)
- 1813 – Friedrich Hebbel német drámaíró és költő († 1863)
- 1815 – Ballagi Mór teológus, nyelvész, az MTA tagja († 1891)
- 1815 – Lovassy László, az országgyűlési ifjúság egyik vezetője († 1892)
- 1830 – Szinnyei József bibliográfus, könyvtáros, irodalomtörténész (†  1913)
- 1837 – Grover Cleveland az Amerikai Egyesült Államok 22. és 24. elnöke, hivatalban 1885–1889-ig és 1893–1897-ig († 1908)
- 1842 – Stéphane Mallarmé francia szimbolista költő († 1898)
- 1844 – Nyikolaj Andrejevics Rimszkij-Korszakov orosz zeneszerző, az "Ötök" egyike († 1908)
- 1858 – Rudolf Diesel német mérnök, a Diesel-motor feltalálója († 1913)
- 1868 – Marek József állatorvos, az MTA tagja, a magyar állatorvos-tudomány kiemelkedő alakja († 1952)
- 1880 – Konkoly-Thege Kálmán magyar honvéd huszárezredes, országgyűlési képviselő († 1971)
- 1882 – Gian Francesco Malipiero olasz zeneszerző, zenepedagógus, zeneműkiadó († 1973)
- 1887 – Berény Róbert magyar festőművész, grafikus († 1953)
- 1892 – Beretvás István magyar földbirtokos, kormányfőtanácsos, országgyűlési képviselő († 1941)
- 1897 – Lenz József magyar nagykereskedő, kereskedelmi tanácsos, római katolikus templom építtető-adományozó, a „Pro Ecclesia et Pontifice érdemrend” tulajdonosa, a "Gyümölcsexportőrök és Importőrök Egyesülete" elnöke († 1965)
- 1903 – Galeazzo Ciano olasz külügyminiszter, Mussolini veje († 1944)
- 1913 – Werner Mölders német vadászrepülő pilóta (becenevén Vati, azaz „Papa”). Ő volt az első a történelemben, aki elérte a bűvös 100. győzelmet. († 1941)
- 1922 – Egon Bahr német szociáldemokrata politikus, miniszter († 2015)
- 1922 – Pécsi Sándor kétszeres Kossuth-díjas színművész, érdemes és kiváló művész († 1972)
- 1923 – Vasvári Anna Munkácsy-díjas karikaturista, divattervező († 1990)
- 1932 – John Updike Nobel-díjas amerikai író († 2009)
- 1937 – Mark Donohue (Mark Neary Donohue) amerikai autóversenyző  († 1975)
- 1940 – Sinkó László Kossuth- és Jászai Mari-díjas színművész, a nemzet művésze († 2015)
- 1940 – Sólyom Katalin Jászai Mari- és Aase-díjas magyar színésznő, a Pécsi Nemzeti Színház örökös tagja
- 1942 – Illés Lajos Kossuth-díjas magyar zenész, az Illés-együttes alapítója († 2007)
- 1945 – Bobby Solo (er. Roberto Satti) olasz énekes
- 1946 – Michel Leclère (Michel-Pierre Charles Leclère) francia autóversenyző
- 1950 – Larry Perkins ausztrál autóversenyző
- 1954 – Józsa Imre Jászai Mari-díjas magyar színművész, szinkronszínész  († 2016)
- 1954 – Mellár Tamás közgazdász, statisztikus, egyetemi tanár és független országgyűlési képviselő
- 1959
  - Luc Besson francia filmrendező
  - Irene Cara amerikai énekesnő, színésznő († 2022)
- 1962 – Volker Weidler német autóversenyző
- 1963 – Vanessa L. Williams amerikai popénekesnő, színésznő, az első színes bőrű Miss America szépségkirálynő.
- 1964 – Alex Caffi olasz autóversenyző
- 1979 – Adam Levine amerikai énekes, zeneszerző, a Maroon 5 frontembere
- 1981 – LP (Laura Pergolizzi) amerikai énekes, szövegíró
- 1980 – Alekszej Jagugyin orosz műkorcsolyázó
- 1982 – Timo Glock német autóversenyző
- 1982 – Polgár Csaba magyar színész, rendező
- 1984 – Kovács Csaba magyar jégkorongozó
- 1985 – André Kaminski német színész
- 1985 – Berki Krisztián olimpiai bajnok magyar tornász
- 1986 – Lykke Li svéd zeneszerző, énekesnő
- 1987 – Rebecca Soni amerikai úszónő
- 1989 – François Goeske német színész
- 1992 – Gál Mátyás magyar labdarúgó

## Halálozások
- 1321 – Csák Máté (* 1260 körül)
- 1314 – Jacques de Molay a Templomos Lovagrend utolsó nagymestere (IV. (Szép) Fülöp francia király máglyán megégetteti) (* 1245 körül)
- 1584 – IV. (Rettegett) Iván orosz cár (* 1530)
- 1768 – Laurence Sterne angol író (* 1713)
- 1781 – Anne Robert Jacques Turgot francia államférfi, pénzügyminiszter (* 1727)
- 1865 – Friedrich August Stüler német építész, építészeti szakíró (* 1800)
- 1889 – Rómer Flóris régész, művészettörténész, egyetemi tanár, az MTA tagja (* 1815)
- 1899 – Othniel Charles Marsh amerikai őslénykutató (* 1831)
- 1907 – Marcellin Berthelot francia szerves- és fizikai-kémikus, tudománytörténész és kormánytisztviselő (* 1815)
- 1913 – I. György görög király született Vilmos dán királyi herceg (* 1845)
- 1917 – Ferenczy Károly festőművész (* 1862)
- 1936 – Elefthériosz Venizélosz görög politikus, miniszterelnök (* 1864)
- 1942 – Márk Lajos festőművész (* 1867)
- 1946 – báró Perényi Zsigmond, belügyminiszter (* 1870)
- 1963 – Dékány János magyar színész (* 1913)
- 1966 – Mihailich Győző építőmérnök, egyetemi tanár, az MTA tagja, Kossuth-díjas (* 1872)
- 1967 – Baghy Gyula a magyarországi eszperantó mozgalom kiemelkedő alakja (* 1891)
- 1974 – Mészöly Gyula MTA tagja, biológus, Kossuth-díjas növénynemesítő.(* 1910)
- 1977 – José Carlos Pace (José Carlos Pace) brazil autóversenyző (* 1944
- 1980 – Tamara de Lempicka, lengyel emigráns festő (* 1898)
- 1982 – Theo Fitzau német autóversenyző (* 1923)
- 1992 – Balogh András festőművész, művészeti író, a Kertészeti Egyetem docense. Az 1971. évi firenzei nemzetközi biennálén aranyéremmel tüntették ki. (* 1919)
- 1993 – Gyetvai Elemér világbajnok magyar asztaliteniszező (* 1927)
- 1994 – Bánhidy Antal gépészmérnök, repülőgép-tervező és pilóta (* 1902)
- 1994 – Hans Blees német autóversenyző (* 1920
- 1998 – Deésy Mária magyar színésznő (* 1919)
- 1998 – Gergely Ferenc Kossuth-díjas orgonaművész, zenepedagógus (* 1914)
- 2003 – Karl Kling német autóversenyző (* 1910)
- 2006 – André Szőts magyar-francia filmproducer, rendező (* 1937)
- 2009 – Natasha Richardson angol színésznő (* 1963)
- 2015 – Solti Gizella Kossuth-díjas magyar iparművész, gobelintervező, a nemzet művésze (* 1931)
- 2016 – Guido Westerwelle német liberális politikus, a FDP elnöke 2011-ig, Németország külügyminisztere (2009-2013) (* 1961)
- 2017 – Chuck Berry amerikai gitáros, énekes (* 1926)
- 2018 – Csák Kálmán romániai magyar molnár, muzeológus (* 1926)
- 2019 – Baló György magyar televíziós újságíró, Magyar Televízió volt kulturális igazgatója (* 1947)